# Trono de Dios
El trono de Dios es el centro reinante de Dios en las religiones abrahámicas: principalmente el judaísmo, el cristianismo y el islamismo. Varios libros sagrados afirman que el trono reside más allá del Séptimo Cielo, llamado Araboth (en hebreo: עֲרָבוֹת‎ ărāḇōṯ) en el judaísmo. Muchos en la religión cristiana consideran que la silla ceremonial simboliza o representa una alegoría del sagrado Trono de Dios.

## Judaísmo
Micaías (1 Reyes 22:19), Isaías (Isaías 6),  Ezequiel (Ezequiel 1) y Daniel (Daniel 7: 9) hablan todos del trono de Dios, aunque algunos filósofos, como Saʿadiah Gaon y Maimónides, interpretaron tal mención de un "trono" como alegoría.
La sala del trono celestial o sala del trono de Dios es una presentación más detallada del trono, dentro de la representación de sala del trono o corte divina.

### Visión de la sala del trono de Micaías
La extensa profecía de Micaías (1 Reyes 22:19) es la primera representación detallada de una sala del trono celestial en el judaísmo.

### Visión del salón del trono de Zacarías
Zacarías 3 representa una visión de la sala del trono celestial donde Satanás y el Ángel del Señor se disputan a  Josué el Sumo Sacerdote en tiempos de su nieto Eliasib el Sumo Sacerdote. Muchos cristianos consideran esto un acontecimiento literal[cita requerida], otros como Goulder (1998) ven la visión como simbólica de crisis en la tierra, como la oposición de  Sanballat el Horonita.

### Isaías
En  Isaías 6, Isaías ve al Señor sentado en un trono, alto y elevado, y su trenza (manto) llenaba el templo. Encima del trono estaban los serafines (seres angelicales), y cada uno tenía 6 alas. Con dos alas se cubrían el rostro, con dos se cubrían los pies y con dos volaban. Y los Serafines se gritaban unos a otros: "Santo, Santo, Santo, es el Señor de los Ejércitos" (Algunas traducciones lo titulan, 'Señor de los ejércitos celestiales', o 'Señor Todopoderoso'). Sus voces estremecieron el templo hasta sus cimientos, y todo el edificio se llenó de humo.

### Sabiduría de Salomón
En el  libro apócrifo del Libro de la Sabiduría, la oración ofrecida por Salomón pidiendo a Dios sabiduría pide que sea "enviada desde el trono de tu gloria".

### Pergaminos del Mar Muerto
El concepto de un trono celestial aparece en tres textos Rollos del Mar Muerto. Más tarde la especulación sobre el trono de Dios se convirtió en un tema del misticismo  Merkabah.

## Cristianismo

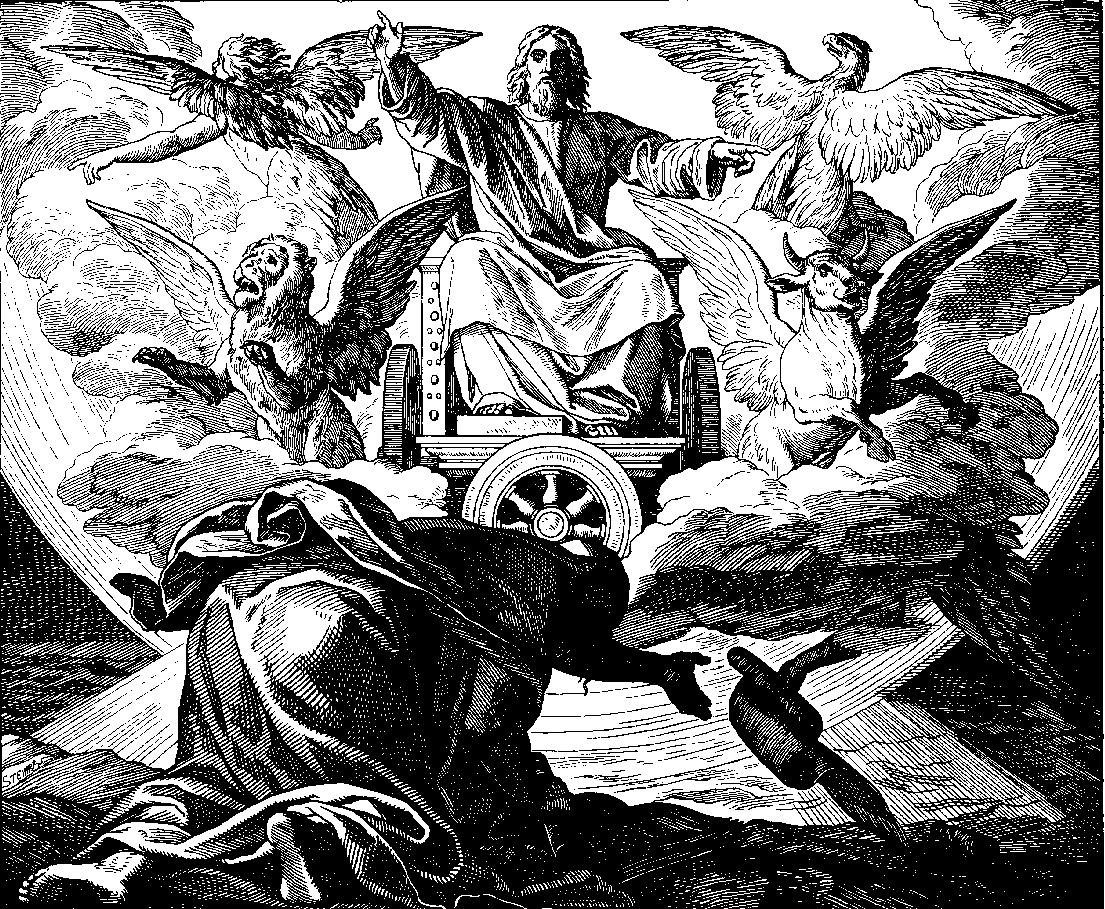
La visión de Ezequiel está representada en esta xilografía de 1860 de Julius Schnorr von Karolsfeld

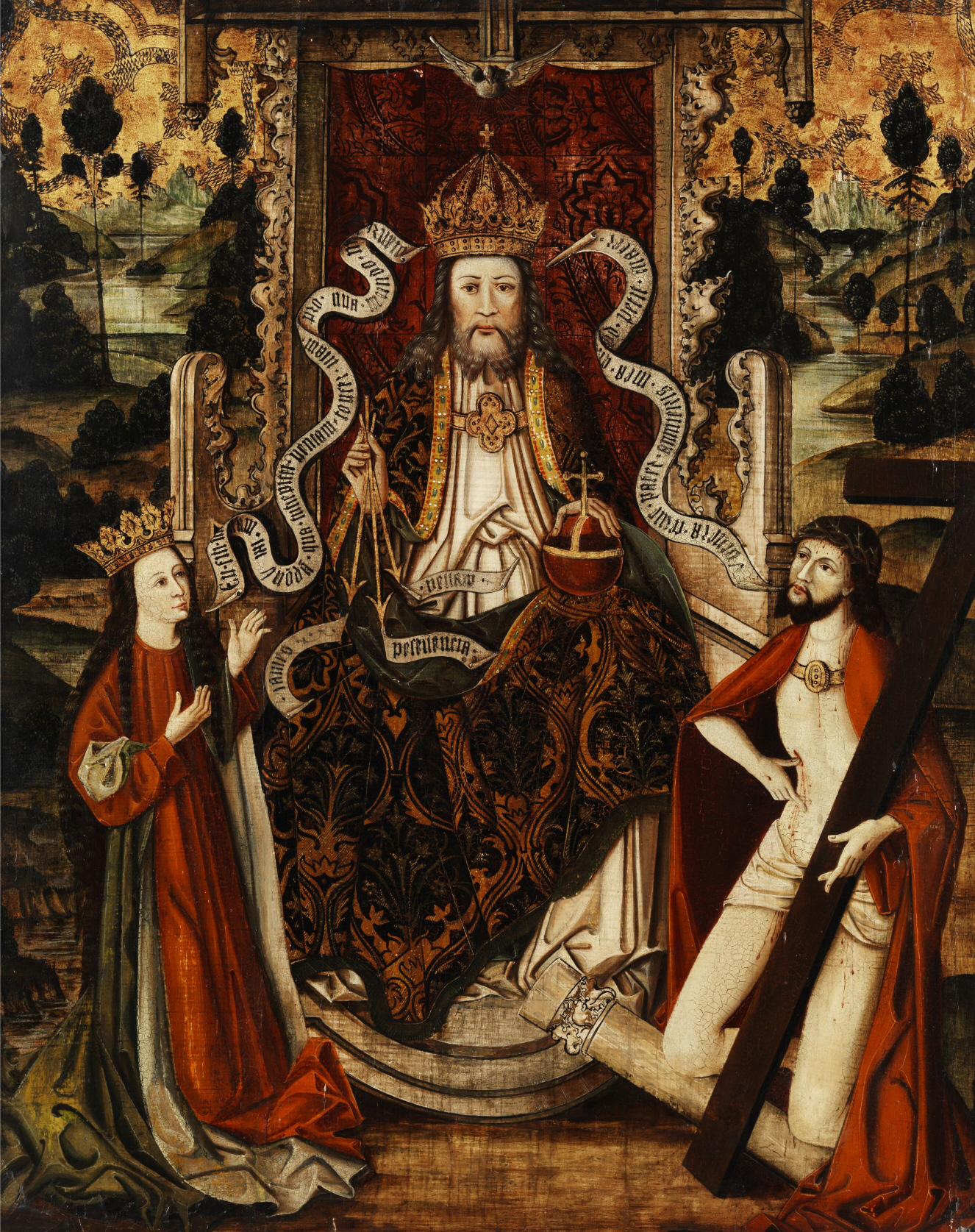
Dios Padre en un trono, Westfalia, Alemania, finales del.

En el Nuevo Testamento, se habla del Trono de Dios de varias formas, incluyendo el Cielo como el Trono de Dios, el Trono de David, el Trono de Gloria, el Trono de Gracia y muchos más. El Nuevo Testamento continúa la identificación judía del cielo mismo como el "trono de Dios", pero también localiza el trono de Dios como "en el cielo" y teniendo un asiento secundario a la derecha de Dios para la Sesión de Cristo.

### Revelación
El Libro del Apocalipsis describe los Siete Espíritus de Dios que rodean el trono, y su autor desea que sus lectores en las Siete iglesias asiáticas sean bendecidos con la gracia de Dios, de los siete que están delante del trono de Dios, y de Jesucristo en el Cielo. Afirma que delante del trono parece haber "un mar de vidrio, claro como el cristal", y que el trono está rodeado por un león, un buey, un hombre y un águila voladora; cada uno con seis alas y cubierto de ojos, que gritan constantemente "Santo, santo, santo es el Señor Dios Todopoderoso, que era, y es, y ha de venir" repetidamente. También se dice que "del trono salían relámpagos y truenos y voces".

## Islam

Diagrama de la "Llanura de la Asamblea" (Ard al-Hashr) en el Día del Juicio, de un manuscrito autógrafo de Futuhat al-Makkiyya de Místico sufí y Filósofo musulmán. Ibn Arabi, hacia 1238. Se muestran el 'Arsh (Trono de Dios), púlpitos para los justos (al-Aminun), siete filas de ángeles, Gabriel (al-Ruh), A'raf (la Barrera), el Estanque de la Abundancia, al-Maqam al-Mahmud (la Estación Loable; donde estará el profeta Muhammad para interceder por los fieles), Mizan (la Balanza), As-Sirāt (el Puente), Jahannam (el Infierno) y Marj al-Jannat (la Pradera del Paraíso).

Abu Mansur al-Baghdadi (m. 429/1037) en su al-Farq bayn al-Firaq (La diferencia entre las sectas) informa que 'Ali ibn Abi Talib, dijo: "Dios creó el Trono como una indicación de Su poder, no para tomarlo como un lugar para Sí mismo." La gran mayoría de los eruditos islámicos, incluidos suníes (ash'aríes, maturidíes y sufíes), mu'tazilíes y Shi'is (Twelvers e Isma'ilis) creen que el Trono (en árabe: العرش‎ al-'Arsh) es un símbolo del poder y la autoridad de Dios y no una morada para Él mismo, mientras que algunas sectas islámicas, como los Karramis y los Salafis/Wahhabis creen que Dios lo ha creado como lugar de morada. Según el académico británico, Islam Issa, en teología islámica, es la mayor de las creaciones.
El Corán menciona el trono unas 25 veces (33 veces como Al-'Arsh), como en el versículo Q10:3 y Q23:116:

En verdad, tu Señor es Allah, que creó los cielos y la tierra en seis días y luego se estableció sobre el Trono (Arsh), ordenando la materia [de Su creación]. No hay intercesor sino con Su permiso. Ése es Alá, vuestro Señor, adoradle. ¿No os acordaréis entonces? - Yunus 10:3

Y es Él quien creó los cielos y la tierra en seis días -y Su Trono había estado sobre el agua- para poneros a prueba sobre quién de vosotros es el mejor en las obras. Pero si decís: "Ciertamente, resucitáis después de la muerte", los incrédulos seguramente dirán: "Esto no es sino magia evidente". - Hud 11:7

¡Exaltado sea Allah, el Rey Verdadero - Nadie tiene derecho a ser adorado sino Él - Señor del Trono Supremo! - al-Mu'minoon 23:116

El Corán describe a los ángeles como portadores del trono de Dios y alabando su gloria, de forma similar a las imágenes del Antiguo Testamento.

...los que llevan el Trono, y todos los que están a su alrededor, cantan las alabanzas de su Señor y creen en Él y piden perdón para los que creen. - Corán 40:7

...y verás a los ángeles que rodean el Trono glorificando las alabanzas de su Señor; y se dictará entre ellos sentencia con justicia, y se dirá: toda alabanza es debida a Dios, el Señor de los Mundos. - Corán 39:75

El Ayat al-Kursi (a menudo glosado como "Verso del escabel"), es un verso de Al-Baqara, la segunda sura del Corán, y es considerado como el verso más grandioso del libro. Hace referencia al Kursi (كرسي), que es diferente del Trono [عرش], y también al nombre más grande de Dios, Al-Hayy Al-Qayyoom ("El Viviente, el Eterno"). Los estudiosos del hadiz han afirmado que Muhammad dijo que la recompensa por recitar este versículo después de cada oración es el Paraíso, y que recitarlo es una protección contra el demonio.
Los hadices proféticos también establecen que El Trono está sobre el techo de Al-Firdaus Al-'Ala, el nivel más alto del Paraíso donde morarán los siervos más cercanos y queridos de Dios en el más allá.